# Wladimir Michailowitsch Kernig

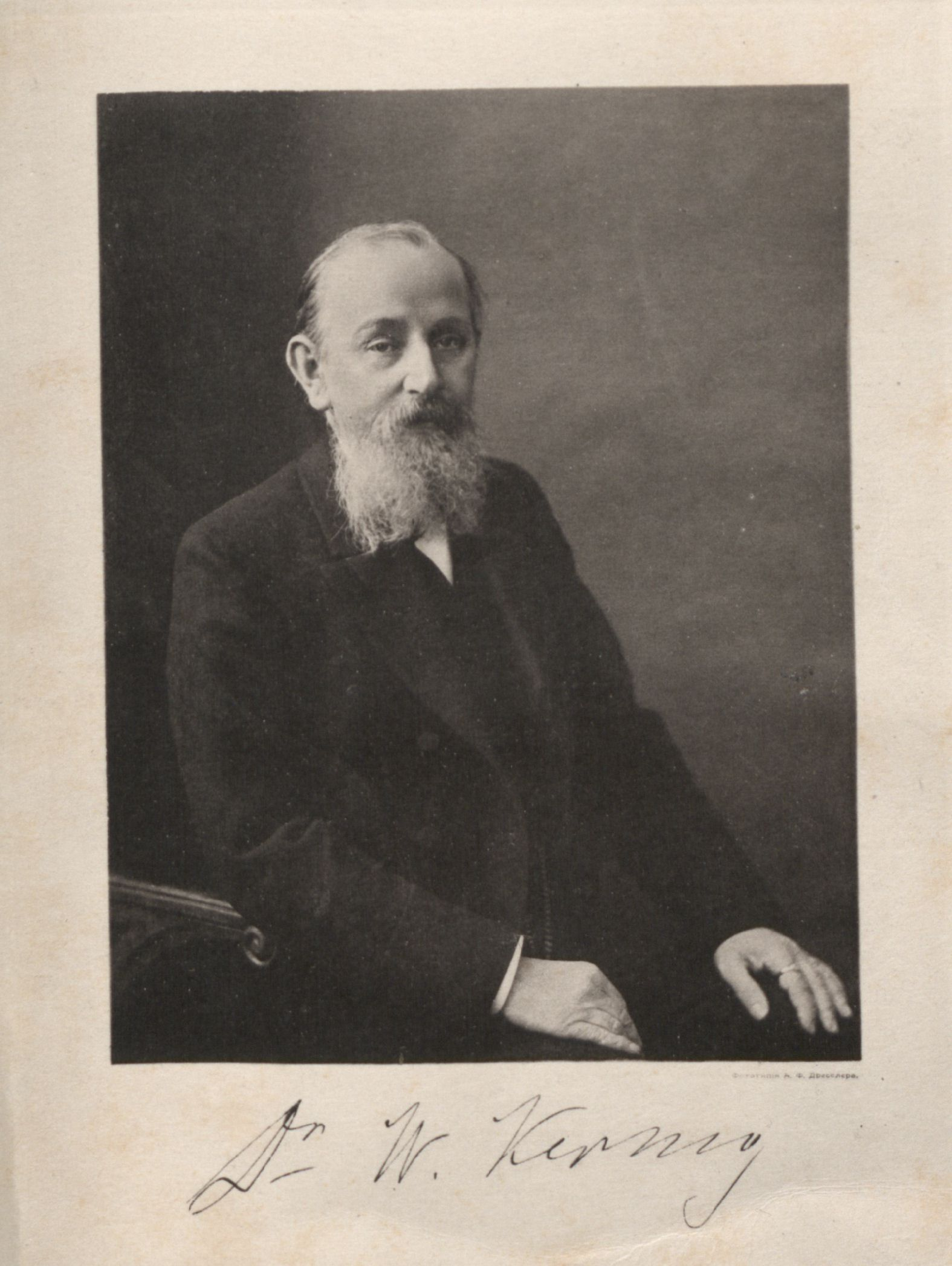
Wladimir Michailowitsch Kernig

Wladimir Michailowitsch Kernig (deutsch: Woldemar Friedrich Michael Kernig, russisch: Владимир Михайлович Керниг, * 16. Junijul. / 28. Juni 1840greg. in Sankt Petersburg; † 18. April 1917 ebenda) war ein russischer Mediziner und Nervenarzt. Nach ihm ist das Kernig-Zeichen bei Hirnhautentzündung benannt.

## Leben
Wladimir Kernig studierte an der Kaiserlichen Universität Dorpat und gehörte dort zu den Schülern Adolf Wachsmuths (1827–1865). Er erhielt sein Doktorat 1864 und war danach Assistenzarzt am Obuchow-Krankenhaus in St. Petersburg. 1865 wurde er Ordinator, eine Stelle, die er bis zum Ende des Jahrhunderts neben anderen bekleidete. Im Jahre 1882 publizierte Kernig einen Artikel über das später nach ihm benannte Dehnungszeichen bei einer meningitischen Reizung in der „St. Petersburger Medizinischen Wochenschrift“. Ab 1890 war er Chefarzt an der Frauenklinik in Obuchow. Daneben war er von 1873 bis 1890 Arzt an der Taubstummen-Schule in St. Petersburg und von 1881 bis 1886 medizinischer Lehrer für Innere Medizin an den Instituten der Kaiserin-Marja-Anstalten.

## Veröffentlichungen
- Über Milzabscesse nach Febris recurrens, St. Petersburger medicinische Zeitschrift, 1867, XII.
- Über subfebrile Zustände von erheblicher Dauer, Deutsches Archiv für klinische Medicin, Leipzig, 1879, XXIV.
- Vorläufiger Bericht über die in der Frauenabteilung des Obuchow-Hospitals nach Koch’scher Methode behandelten Schwindsüchtigen, Deutsches Archiv für klinische Medicin, Leipzig, 1891, XVI.
- Über ein Krankheitssymptom der acuten Meningitis, St. Petersburger medicinische Wochenschrift 1882; VII.
- Über subcutane Injectionen an den Lungenspitzen ohne pathologische Veränderungen an denselben, Deutsches Archiv für klinische Medicin, Leipzig, 1898; XXXIV.
- Bericht über die mit Tuberculin R im Obuchow-Frauenhospital behandelten Lungenkranken, St. Petersburger medicinische Wochenschrift, 1898; XXIII.